# Keystone Kapers
Keystone Kapers (também conhecido por Policia e Ladrão) é um jogo para Atari 2600 lançado em 1983 pela Activision. Foi posteriormente portado para Atari 5200, Atari 8-bit, ColecoVision e MSX.

## Jogabilidade
No jogo, baseado na série de filmes do cinema mudo Keystone Cops de Mack Sennett, você é o oficial inglês Kelly Keystone e tem que perseguir o fugitivo Harry Hooligan pelos 3 andares e terraço de uma loja de departamentos, antes que ele escape pela saída, no final do terraço. O prédio possui três pavimentos e um terraço. Em suas extremidades encontram-se escadas rolantes para acessar os pavimentos superiores, que também podem ser acessados (somente o terraço que não) via elevador que se encontra no meio do prédio.  Como empecilhos, você terá que desviar de bolas de brinquedos, carrinhos de compras, rádios e aviões de brinquedo. Você ganha pontos também recuperando bolsas e mala com dinheiro deixada pelo ladrão no caminho.

## Desenvolvimento
Keystone Kapers foi desenvolvido pelo programador Garry Kitchen, fabricado pela Activision e distribuído juntamente com o console por algumas empresas no Brasil (Atarimania, CCE, Cromax, Digimax, JVG, JVP, Tron).

## Plataformas
| Ano  | Plataforma                    |
| ---- | ----------------------------- |
| 1983 | Atari 2600, Atari 8-bit       |
| 1984 | Atari 5200, ColecoVision, MSX |
| 2010 | Microsoft`s Gameroom          |

## Recepção
Foram 750.000 unidades vendidas segundo Classic Gaming Expo, artigo sobre jogos clássicos de Garry Kitchen.
A versão do Atari 2600 recebeu o "Certificate of Merit" (categoria: "1984 Videogame of the Year (Less than 16K ROM)") no Arkie Awards de 1985.
A versão do Atari 8-bit ganhou destaque na "Antic Magazine", que disse tratar-se de um "jogo perfeito para qualquer um".
Deseret News deu uma pontuação de 3 estrelas a versão do ColecoVision.
| Revista               | Plataforma   | Data                | Pontuação |
| --------------------- | ------------ | ------------------- | --------- |
| VideoGame             | Atari 2600   | junho de 1991       | 100%      |
| The Video Game Critic | Atari 2600   | 3 de agosto de 2006 | 91%       |
| Le Geek               | Atari 2600   | junho de 2011       | 90%       |
| TeleMatch             | Atari 2600   | julho de 1983       | 80%       |
| Game Freaks 365       | Atari 2600   | 2006                | 70%       |
| HonestGamers          | Atari 2600   | 31 de julho de 2008 | 70%       |
| The Video Game Critic | Atari 5200   | 5 de maio de 2001   | 67%       |
| All Game Guide        | ColecoVision | 1998                | 60%       |

No Brasil, foi um dos jogos mais famosos do Atari. Era conhecido como o jogo do "Polícia e Ladrão", famosa brincadeira infantil.

## Curiosidades
- Como sempre fazia na época, a Activision promoveu um concurso de lançamento do jogo. Bastava enviar uma foto da sua televisão pelo correio com a pontuação de 32.000 pontos para ganhar um distintivo oficial do policial.[6]

- De acordo com o site twingalaxies.com, o recorde do jogo pertence a um brasileiro. Rodrigo Lopes atingiu a pontuaçao de 1 milhão no jogo.[7]